# Еманюел Паю
Еманюел Паю (на френски: Emmanuel Pahud; р. 27 януари 1970, Женева) е швейцарски флейтист.

## Биография
Паю започва да учи флейта на 6-годишна възраст. През 1990 г. завършва Парижката консерватория. Там учи при Мишел Дебос, а по-късно и при Орел Николе. В периода 1989—1992 свири първа флейта в Симфоничния оркестър на радиото в Базел, а през 1992 г. — в Мюнхенския симфоничен оркестър. На 22-годишна възраст свири първа флейта в Берлинския филхармоничен оркестър под диригентството на Клаудио Абадо. Той се завръща на тази позиция през 2002 г., след като прекъсва през 2000 г., за да се включи в майсторски клас по флейта в Женевската консерватория за една година.

## Репертоар
Репертоарът му включва произведения на Вивалди, Телеман, Йозеф Хайдн, Михаел Хайдн, Моцарт, Брамс, Щраус, Цезар Франк, Дебюси, Равел, Прокофиев, Хачатурян, Месиан, Пиацола, Жоливе, Дютийо, Губайдулина. Изпълнява също и джазови композиции.

## Награди и отличия
Паю е лауреат на конкурсите в Дуино (1988) и Кобе (1989). През 1992 г. участва в Международния конкурс за изпълнители в Женева, като печели осем от 12 специални награди. Удостоен е също с награда от фонда Йехуди Менухин, с музикалната награда на ЮНЕСКО и с френската музикална награда Victoire de la musique (1998).